# مارتینزبرگ (آیووا)
مارتینزبرگ (به انگلیسی: Martinsburg) شهری در ایالت آیووا کشور ایالات متحده آمریکا است که جمعیت آن در سرشماری سال ۲۰۱۰ میلادی، ۱۱۲ نفر بوده‌است.